# 佐野妙
佐野妙（日语：／ Sano Tae，1975年3月24日—），日本漫畫家。出身和居住於愛知縣豐橋市。女性。已婚，育有一子。
其筆名的由來是用自己的姓氏加之前在網路使用的網名「妙」。
她的作品主要在芳文社、竹書房及雙葉社連載，代表作有（芳文社）、《沉默的森田同學》（竹書房）。

## 來歷
2006年以4格漫畫首次在芳文社《Manga Time Family》9月號特別亮相，從此正式出道。之後，以從2006年10月號到2007年5月號在同一雜誌上作為嘉賓發表，然後更名為從2007年6月號的《Manga Time Family》連載到2010年5月號為止。同年，開始在竹書房《漫畫人生MOMO》10月號連載《沉默的森田同學》。該作品也從2011年7月在埼玉電視台和KBS京都電視台播出同名電視動畫。
截至2021年，除了主要在《漫畫人生MOMO》和《漫畫俱樂部》連載《沉默的森田同學》、《Manga Town》（雙葉社）連載、《Manga Time Family》連載、以及《漫畫人生》（竹書房）連載之外，還有在朝日小學生新聞為兒童文學作家牧野節子的兒童小說負責繪製插圖，並將活動範圍擴大到漫畫作品以外的地方。
2010年4月，竹書房發行了重印的4格漫畫雜誌《漫畫人生Selection 沉默的森田同學增刊號》，其中顯示了自身第一部作品的標題。從那以後，《漫畫人生Selection》雜誌將以佐野的作品為中心，一期以大約每年一次的速度出版。

## 作品風格
其作品的主人翁主要是少女和二十多歲的女性，而且發布過人物面部表情非常豐富。另外，感嘆號（！）在作品中很少使用，在通常使用的情況下，句末用や等省略的假名來表示。

## 作品列表

### 連載中
沉默的森田同學
- 《漫畫人生》（2007年3月號、11月號特別、2009年1月號特別刊登）
- 《漫畫人生MOMO》（2007年7月號特別刊登、10月號－2019年1月號連載）
- 《漫畫俱樂部》（2007年12月號特別刊登、2009年3月號－2010年2月號、2010年6月號－）
- 《漫畫人生Selection》（2008年5月7日發行（6月7日增刊），特別篇）
- 《漫畫人生Selection》（2010年4月19日發行（2010年6月增刊號））
- 《漫畫人生STORIA》（Vol.1（2013年）－）
- 《漫畫人生原創》（2019年2月號－）

竹書房出版，截至2021年11月，單行本目前已出20冊。青文出版社代理。

- （VOL.131－）

文化社出版。

- 《漫畫人生》（2019年1月號－）

竹書房出版。

- 《Manga Town》（2021年4月號－）

雙葉社出版。

### 連載終了作品
依連載年份列出。
→
- 《Manga Time Family》（2006年10月號－2007年5月號標題，之後標題改名，至2010年5月號連載終了）
- 《Manga Time》（2007年6、8、10、12月號特別刊登，2008年2月號開始隔月連載。此外，該作品從2008年10月號到2009年5月號連續出版。之後每隔一個月連載一次，直至2010年3月號）
- 《Manga Time Special》（2007年10月號特別刊登，2008年12月號特別刊登）

芳文社出版，單行本全3冊（及許多未收錄篇幅）。

- 《Manga Time Family》（2010年7月號－9月號特別刊登，之後標題改名，2010年10月號－2011年10月號連載）
- 2010年3月號開始標題在目錄頁連載4格漫畫，至2011年3月號連載終了。推出單行本時書名改成收錄。

芳文社出版，單行本全1冊。

- 《Manga Time》（2010年9月號－2013年3月號）

芳文社出版，單行本全2冊。

- 《漫畫人生WIN》（特別系列）※公開終了

- 《Manga Town》（2010年10月號－2013年8月號）

雙葉社出版，單行本全2冊。

- 《Manga Time Family》（2011年12月號－2014年11月號，2014年12月號以特別篇發表）

芳文社出版，單行本全2冊。

- （VOL.49（2012年3月21日發行（2012年4月21日號增刊））－51、56－58經歷特別刊登之後，從VOL.62（2013年4月19日發行（2013年5月21日號增刊））－VOL.86（2015年4月21日發行（《Pinky》2015年6月增刊號進行連載）

文化社出版，單行本全2冊。

- 《漫畫人生》（2012年12月號特別刊登、2013年3月號－2017年3月號）

竹書房出版，單行本全3冊。

- 《Manga Town》（雙葉社，2014年1月號－2016年6月號）

雙葉社出版，單行本全2冊。

- 《Manga Town》（雙葉社，2017年7月號－2018年8月號）

- （VOL.87（2015年5月21日發行（2015年7月增刊號）－）單行本化時標題改名

文化社出版，單行本全2冊。

- 《漫畫人生》（2017年7月號－）

竹書房出版，單行本全1冊。

- 《Manga Town》（雙葉社，2018年10月號－）

雙葉社出版，單行本全1冊。

- 《Manga Town》（雙葉社，2020年1月號－2021年1月號）

### 短篇、短期連載作品
- 《Manga Time Family》（2006年9月號特別刊登。出道作）

- 《漫畫人生Selection》（2009年3月25日發行（5月增刊）。《希望宅邸》特別篇）

- 《漫畫星期天》（實業之日本社，2012年9月18日號）

- 《Manga Time Special》（2014年7月號－8月號嘉賓）

- 《Manga Time Special》（2015年2月號嘉賓）

### 選集
（竹書房）ISBN 978-4-8124-7485-3
- 於大和田秀樹漫畫作品《小泉麻將傳說》衍生漫畫選集收錄。2010年12月21日發行。

《直笛與背包 官方選集》（竹書房）
- 於東屋Meme漫畫作品《直笛與背包》衍生漫畫選集收錄。
- 2012年8月10日發行，Comic Market 82限定。

（實業之日本社）
- 於《漫畫星期天》雜誌選集企劃項目「Mansun Premium」為名古屋文化特刊撰稿。2012年9月4日發行

（新書館）ISBN 978-4-4036-7126-5
- 於衍生漫畫選集收錄。2012年10月30日發行。

《COMIC MARKET 86 EDITION！ 漫研社官方漫畫選集》（竹書房）
- 於漫畫作品《漫研社》衍生漫畫選集收錄。2014年8月15日發行，Comic Market 86或竹書房郵購網站限定。

### 漫畫以之外
- 兒童小說。負責插畫（著：牧野節子，朝日小學生新聞（朝日學生新聞社，2007年1月－3月））

- 兒童小說。負責插畫（著：牧野節子，朝日小學生新聞（朝日學生新聞社，2011年4月－6月））

## 外部連結
- （日語） －佐野妙的官方個人網站。
- （日語）
- 佐野妙的X（前Twitter） （日語）
- 佐野妙的Instagram帳戶 （日語）